# Neolithische Revolution

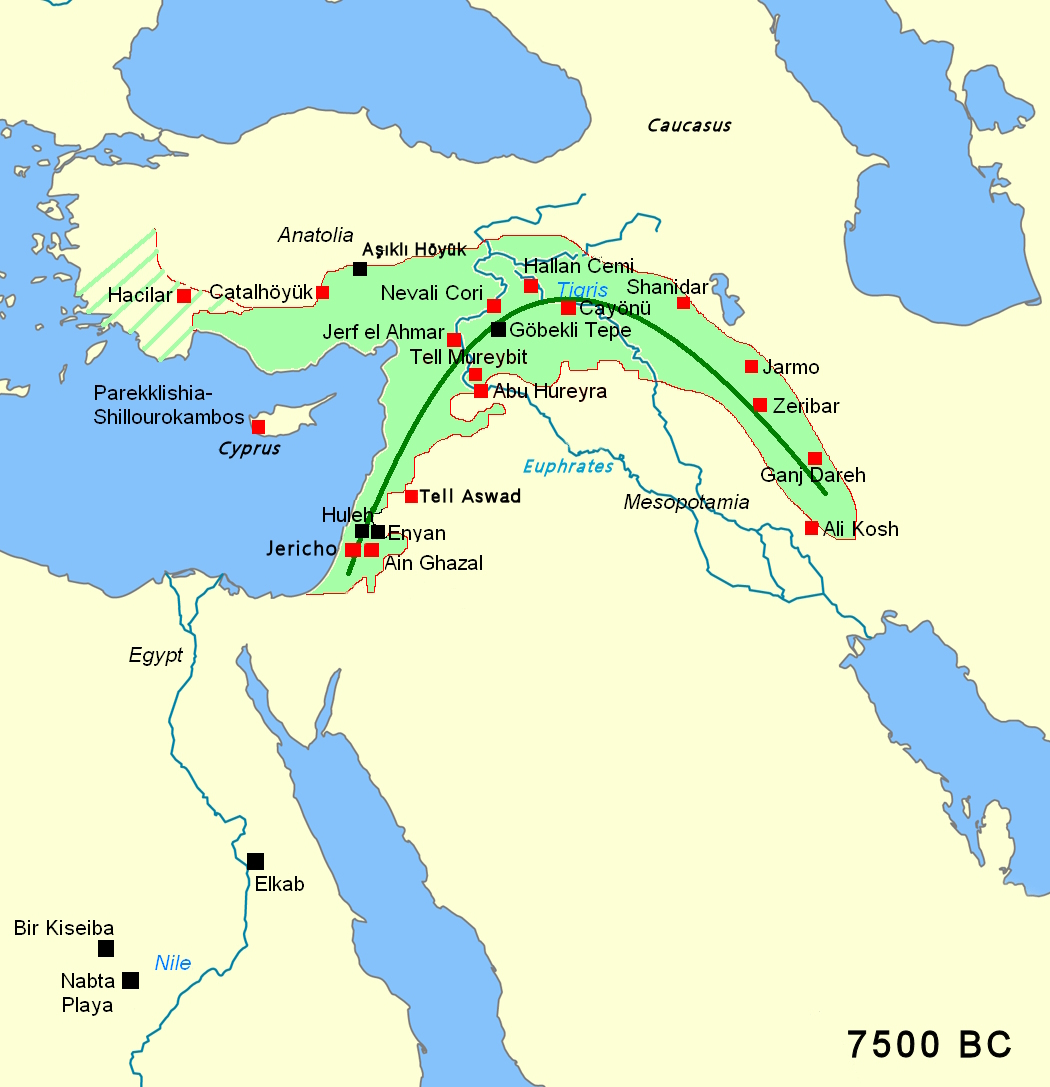
Im so genannten „Fruchtbaren Halbmond“ im Vorderen Orient fand zwischen etwa 9500 und 8300 v. Chr. die erste Neolithische Revolution statt

Als neolithische Revolution wird ein Umbruch sozialen und kulturellen Wandels in der Menschheitsgeschichte bezeichnet, der mit der unabhängigen Erfindung der gezielten Nahrungsmittelproduktion durch Pflanzenbau und/oder Viehhaltung in einigen Regionen der Erde verbunden ist und dort den jeweiligen Beginn der Jungsteinzeit (Neolithikum; von griech. lithos: der Stein, und neo wie neu) markiert.
Die Entstehung der Landwirtschaft veränderte die Lebensweise der vormals mehr oder weniger nomadisierenden Jäger und Sammler innerhalb weniger Jahrhunderte, so dass einige sich zu Pflanzer- und/oder Hirtenkulturen entwickelten. Kennzeichnend sind (insbesondere beim Ackerbau) längere Zeiträume einer sesshaften Lebensweise, zahlreiche Veränderungen der sozialen Bedingungen (etwa Arbeitsteilung, Soziale Rollen, Institutionsbildung, Herrschaftsstrukturen u. ä.), die Entwicklung neuer Technologien (Werkzeuge, Baustoffe, Gebäude, Keramik, Vorratshaltung, Konservierung u. ä.) und die Entstehung neuer Ideen und Weltanschauungen (langfristige Planung, veränderte Vorstellungen von Zeitrechnung oder Eigentum, Kult- und Ritualkultur, Religion u. ä.).
Die erste Neolithische Revolution fand im „Fruchtbaren Halbmond“ Vorderasiens zwischen 9500 und 7000 v. Chr. statt. Aus dieser Epoche stammen die derzeit ältesten bekannten Großbauten der Menschheit in Göbekli Tepe sowie die späteren Megalithbauwerke Europas, die ebenfalls eine Folge dieser Entwicklungen waren. Die Forschung geht heute von 14 bis 24 unabhängigen Entstehungszentren aus (7–10 in Asien, 1 in Australasien, 1–5 in Afrika, 2–3 in Nordamerika, 3–5 in Südamerika). Alle anderen Regionen der Erde wurden davon ausgehend zu unterschiedlichen Zeiten (spätestens in der Kolonialzeit im Rahmen der europäischen Expansion) neolithisiert.
Der Begriff Neolithische Revolution wurde 1936 von Vere Gordon Childe in Zusammenhang mit der Erstentstehung im Vorderen Orient geprägt und wird nach wie vor auch für vergleichbare Entwicklungen anderer Regionen verwendet. Der Gedanke eines plötzlichen Umbruches ist allerdings irreführend, da er sich über Jahrtausende erstreckte und die Innovationen auch nicht spontan auftraten, sondern sich aus „spielerischem Versuch und Irrtum“ in der Mittelsteinzeit bei passenden Bedingungen ergaben. Die meisten der heutigen Forscher gehen einvernehmlich davon aus, dass Childe den revolutionsartigen Charakter in Bezug auf den vergleichsweise langsamen Wandel der sehr viel längeren Epochen der alten und mittleren Steinzeit definierte. Heute ist es oftmals üblich, die neutralere Bezeichnung Neolithisierung zu verwenden; zumindest für Regionen, die selbst keine Entstehungszentren waren (wie etwa die Neolithisierung Europas, die von Vorderasien ausging).

## Epochenwechsel
Childe definierte den Unterschied zwischen Alt- und Jungsteinzeit über das Aufkommen von Pflanzenanbau und Viehhaltung, John Lubbock brachte ihn vor allem mit der Verwendung geschliffener Steingeräte in Verbindung.
In der Gegenwart befasst sich die Wissenschaft nicht nur mit der Art der verschiedenen kulturellen Errungenschaften, die das Neolithikum charakterisieren, sondern auch mit den spezifischen Faktoren der Lebensräume, in denen sie ab einer bestimmten Zeit entwickelt wurden. Als Motiv wird der Druck ungünstig veränderter Umwelten erörtert, respektive die Notwendigkeit, drohende Mangelernährung abzuwenden. Dabei lässt die Datenlage derzeit keine sicheren Schlüsse zu, ob Garten- und Feldbau (als Vorform des Ackerbaus) der Großtier-Domestizierung vorangingen oder umgekehrt. So weit rekonstruierbar, entwickelte sich beides oft parallel, auch in nah beieinander liegenden Gebieten, wenngleich wahrscheinlich von verschiedenen Gruppen.
Graeber und Wengrow unterscheiden etwa im Fruchtbaren Halbmond zwei Kulturareale: Den „Tiefland-Halbmond“ (Levante), in dem saisonal überschwemmte fruchtbare Tiefebenen den Anbau von Getreide begünstigten und den „Hochland-Halbmond“ (Kurdistan), wo länger Wildgetreide verwendet wurde und die Viehhaltung neben der Jagd Vorrang genoss. Da Megalithbauten nur im Hochland vorkamen, vermuten die Autoren zwei rivalisierende Gesellschaften, die dennoch in regem Austausch standen, wie die Fundlage zeigt.
Seit den 1960er Jahren wird angenommen, dass steinzeitlichen Wildbeutern aufgrund ihres traditionellen Wissens seit jeher bekannt war, wie man Pflanzen gezielt vermehren und nutzen kann. Bis zum Neolithikum gab es jedoch offenbar keinen Grund, dies zu tun. Diese These steht auch in Zusammenhang mit der schnellen Wiederverbreitung der Hasel in Europa nach der Eiszeit.
Nach derzeitigem Kenntnisstand wurden Pflanzenanbau und Viehhaltung weltweit mehrmals in 15 bis 20 Entstehungszentren unabhängig voneinander entwickelt: Gesichert sind
- Fruchtbarer Halbmond Mesopotamiens von 9500 bis 7000 v. Chr. (Levante: Weizen, Gerste, Rind, Schwein / Kurdistan: Schaf, Ziege, Gerste)[2]
- Moxos-Ebene im Amazonasbecken Boliviens von 8300 bis 500 v. Chr.[2] (Maniok, Kürbis, Mais)[7]
- Hochland von Neuguinea von 7000 bis 4000 v. Chr. (Banane, Yams, Taro)[2]
- Huang-He-Becken in Nord-China von 7000 bis 3000 v. Chr. (Rispenhirse, Kolbenhirse, Sojabohne, Schwein)[2]
- Perlfluss-Delta in Südchina ab 6200 v. Chr. (Reis[8][9] [ggf. nur Rundkornreis])
- Nordwestindischer Subkontinent ab 6000 v. Chr. (Zebu-Rind, ggf. Langkornreis)[10]
- Nord-Japan von 5000 bis 3050 v. Chr. (Sojabohne,[11] Hühnerhirse, Große Klette)[2]
- Andenraum ab 3.000 v. Chr.[12] (Ecuador/Nordperu: Limabohne, Schwertbohne / Hochanden: Kartoffel, Sauerklee, Lama / Mittlere Anden: Quinoa, Amarant, Meerschweinchen)[2]
- Zentral-Mexiko von 3000 bis 2000 v. Chr. (Mais, Gartenbohne, Paprika, Avocado, Kürbis)[12]
- Sahelzone von Mali von 2500 bis 2000 v. Chr. (Perlhirse)[13]
- Südindien von 2000 bis 1000 v. Chr. (Mungobohne,[14] Pferdebohne, Ästige Hirse)
- Ohiobecken im Osten der USA von 2000 bis 1000 v. Chr.[12](Berlandiers Gänsefuß, Sonnenblume, Sumpfkraut, Kürbis)[2]

Diese Orte wurden zu Zentren, von denen aus der Ackerbau in den klimatisch geeigneten Regionen der Erde (Ökumene) mittels Migration und Assimilation verbreitet wurde. Nicht anders dehnte sich die Viehhaltung aus, mit dem Unterschied, dass hierfür auch die trockenen Offenlandschaften (Subökumene) genutzt werden konnten, die für den Pflanzenanbau ungeeignet sind.
Jagd und Sammelwirtschaft gehörten neben den Frühformen der Landwirtschaft – auch in den Zentren der Neolithisierung – noch Jahrtausende lang zur Subsistenzsicherung der Menschen und blieb bis in die frühe Neuzeit in sehr vielen Gebieten erhalten, in denen große Wildtierherden lebten oder ein reichhaltiges Angebot an Sammelfrüchten zur Verfügung stand. Seit dem Kolonialismus und der industriellen Ausbeutung unseres Planeten finden sich Jäger und Sammlergruppen nur noch in den unzugänglichsten Gebieten der tropischen Regenwälder, oftmals als kleinste isolierte Gruppen lebend.

## Begriff und Begriffsdiskussion
Bereits Gabriel de Mortillet hatte 1897 im Zusammenhang mit dem Neolithikum von der ersten Revolution der Menschheit gesprochen. Die Bezeichnung „neolithische Revolution“ wurde 1936 von dem Archäologen Vere Gordon Childe in Anlehnung an den Ausdruck „industrielle Revolution“ eingeführt. Ähnlich dem epochalen Wandel von der vorindustriellen zur industriellen Zeit bedeute die Neolithisierung einen fundamentalen Einschnitt in der Geschichte der Menschheit, der sich an mehreren Merkmalen erkennen lässt. Als daraus folgende Entwicklung sah er die „urbane Revolution“ an.
Childe, der archäologische und ethnologische Quellen benutzte, stellte die auf Vorratshaltung ausgerichtete Wirtschaftsweise, die er auf den damaligen Klimawandel zurückführte, als für die Neolithisierung determinierend in den Vordergrund. Die raschen Veränderungen wurden seiner Auffassung nach in einem begrenzten Gebiet mit entsprechenden Ressourcen erzwungen (Oasentheorie). In Deutschland wurden Childes Thesen vor allem durch Günter Smollas Buch Neolithische Kulturerscheinungen bekannt.

„Der von Gordon Childe geprägte Begriff der ‚neolithischen Revolution‘ verkürzt die entwicklungsgeschichtlichen Vorgänge aus heutiger Sicht auf unzulässige Weise. Die Veränderung der Wirtschaftsform im Vorderen Orient, in China, Nordafrika oder später in Mittel- und Südamerika war ein über mehrere Jahrtausende ablaufender Prozess, dessen Unumkehrbarkeit erst spät feststand.“

Heute zeichnet sich ab, dass zwischen „Erfindungen“ wie der Vorratshaltung, Sesshaftigkeit, Keramik, Gründung erster politischer Organisationen und dem Beginn der Tier- und Pflanzenzucht bis hin zur kulturell vorherrschenden Agrargesellschaft weit über 6.000 Jahre lagen. So postulieren manche Forscher, dass dieser „Revolution“ der Charakter eines rapiden sozialen Umbruches fehle. Stattdessen rücken sie die Formulierung eines kulturellen Wandels in den Vordergrund, der sich langsam vollzogen habe, während andere wieder zu bedenken geben, dass den wenigen Jahrtausenden des Neolithikums die mindestens 2,5 Millionen Jahre umfassende Periode vom Anfang der Alt- bis zum Ende der mittleren Steinzeit gegenüber steht – jene Errungenschaften also binnen knapper Prozentbruchteile der gesamten Menschheitsgeschichte aufkamen.
Nach Versuchen in den 1980er Jahren hätte der genetische Wandel vom wilden zum domestizierten Weizen im Fruchtbaren Halbmond höchstens 200 Jahre benötigt, wenn die Menschen einen „revolutionären“ Übergang zur Landwirtschaft vollzogen hätten. Tatsächlich kommt die aktuelle Forschung jedoch auf einen Zeitraum rund 3.000 Jahren (von 9500 bis 7000 v. Chr.). Vermutlich wurde der wilde Weizen ursprünglich als Strohlieferant geerntet, um damit Feuer anzuzünden und Lehm zu einem nutzbaren Baustoff zu machen. Die Verwendung des Korns als Nahrungsmittel wird lange Zeit eher ein „spielerisches“ Nebenprodukt gewesen sein, dessen aufwändige Gewinnung keinen Nutzen als Grundnahrungsmittel nahelegte. Eine wesentlich einfachere Methode ergab sich auf saisonal überfluteten Flächen (etwa im Umfeld von Çatalhöyük), da der fruchtbare Schwemmboden nicht arbeitsintensiv vorbereitet werden musste.
Dessen ungeachtet wurden weitere Bezeichnungen geprägt, die sich an Childes These anlehnen: Kent Flannery fasste die vielfachen Neuerungen im Begriff der Broad spectrum revolution zusammen,
In den 1980er/90er Jahren begann man  die Neolithisierung prozesshaft zu verstehen. So unterschied Hans-Peter Uerpmann mehrere Ausprägungen, die er z. B. mit den Begriffen Epipaläolithikum, Mesolithikum und Proto-Neolithikum bezeichnete.
Andrew Sherratt unterschied von der ersten Phase der Neolithisieurng mit Sesshaftwerdung, Domestizierung und Kultivierung von Tieren und Pflanzen eine Secondary products revolution, die durch die Nutzung sekundärer Produkte wie Milch und Käse oder auch der tierischen Arbeitskraft gekennzeichnet sah. Ergänzend sah man auch die darauf folgende Symbol-Revolution hervor, die sich auf den geistigen Prozess bezieht, der von der anschaulich gesprochenen oder naturalistischen Abbildung beliebiger Sachverhalte zu den ersten Systemen der auf Dauer angelegten schriftlichen Mitteilung führt (Hieroglyphen, Keilschrift). In diesem Zusammenhang sieht Theodor Abt in den Monumenten von Göbekli Tepe einen von ihren Urhebern noch unwissentlich hinterlegten Beweis für die „beginnende Stärkung eines zentrierenden Ich-Bewusstseins“ bis hin zur „Entwicklung eines zentrierten Gottesbildes“. Dieser Prozess sei „synchronistisch mit der Neolithischen Revolution“ verlaufen.

## Überblick

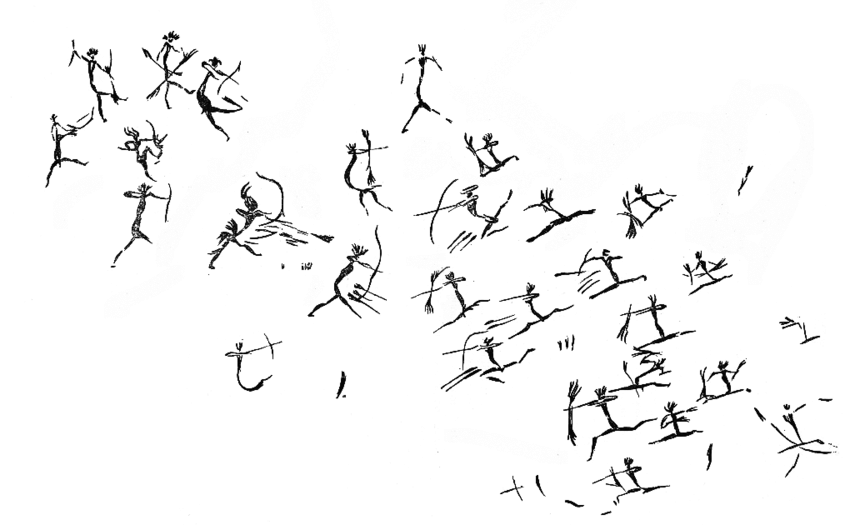
Höhlenzeichnung von Les Dogues, etwa 6100–5600 v. Chr. Eine 11 (?) Mann starke Gruppe von Kämpfern (links) im Konflikt mit einer anderen Partei (rechts), die 18 Kämpfer umfasst.

Die neolithische Revolution markiert einen der wichtigsten Umbrüche in der Geschichte der Menschheit, der den exponentiellen Bevölkerungszuwachs und die darauf folgende Ausbreitung des Menschen über den gesamten Erdball einleitete. Als eines der wesentlichsten Kennzeichen gilt der Übergang von der nomadisierenden Lebensweise der vorwiegend extraktiv wirtschaftenden Jäger und Sammler zur dauerhaften Sesshaftigkeit der späteren Bauern – die nach heutigem Kenntnisstand als Voraussetzung und nicht als Folge der Landwirtschaft gesehen wird:
Im milden Klima des Alleröds waren essbare Pflanzen in Südwest-Asien – insbesondere Wildgetreide – und jagdbare Tiere – vor allem Gazellen – ganzjährig in so reichhaltigem Maße vorhanden, dass für die Jäger und Sammler keine Notwendigkeit mehr bestand, regelmäßig ihren Wohnort zu verlegen. Dabei wurde die Nutzung des Wildgetreides als leicht verfügbare Nahrungsquelle intensiviert. Childe ging davon aus, dass die Spezialisierung auf das Wildgetreide wiederum die Jagd auf die großen Pflanzenfresser verstärkte, da sie nunmehr als Nahrungskonkurrenten betrachtet wurden. Nach dem Verschwinden der Gazellenbestände in der Levante – teils in Folge der Überjagung, teils aufgrund des scharfen Kälteeinbruches der Jüngeren Dryaszeit – wurden Schaf, Ziege und Rind domestiziert. Parallel entstand der gezielte Anbau von Getreide und damit der eigentliche Ackerbau.
Der Übergang zu bodenständiger oder herdenbegleitender Arbeit mit zumindest semi-sesshafter Lebensweise vollzog sich im Vorderen Orient bereits im Epipaläolithikum (= Präkeramisches Neolithikum A). Nach traditioneller Auffassung entwickelte die ab ungefähr 12.000 v. Chr. am Karmalgebirge siedelnde Natufien-Kultur den Getreideanbau; aktuell wird eher der Südrand des Zagros-Gebirges favorisiert.
Die Bildung erster politischer Organisationen aus mehreren bis dato autark lebenden Jäger und Sammlergruppen ist gemäß Klaus Schmidt primär als gelungener Versuch zu verstehen, eintretende Engpässe der Ernährung zu überbrücken. Statt wie bislang um die begehrten Ressourcen zu konkurrieren, wirtschafteten die Gruppen nun gemeinsam, schließlich auch bei der Errichtung der Monumente von Göbekli Tepe.
Neben den politischen Organisationen und den neuen Wirtschaftsformen sind noch viele weitere Neuerungen festzuhalten, die auf die Lebensweise und den weiteren Werdegang der Kulturen großen Einfluss hatten, so die Herstellung von Keramik (im Sinne tönerner Gefäße) und die rasant voranschreitender Optimierung der Werkzeugtechnologie.
Wichtig wurde im Weiteren – nach dem Ende dieser milden Epoche – die beginnende Spezialisierung auf das in der Savanne wachsende Wildgetreide. In der Reifezeit erntete man es ab und bevorratete es für die kalte Jahreszeit in geeignet großer Menge. Dafür wurden immobile Speicheranlagen notwendig, und diesen lebensnotwendigen Reichtum dürften die verantwortlichen Sammlergruppen selbstredend nicht gern ohne effektive Bewachung gelassen haben: ein weiterer guter Grund und Schritt in Richtung der vollständig sesshaften Lebensweise. Etwa 14.000 Jahre alte Brotreste aus Wildgetreide und Wurzeln wurden 2008 in Feuerstellen der Natufien-Kultur (Nordost-Jordanien) gefunden. Im Jahre 2009 entdeckten Forscher bei Bab edh-Dhra in Jordanien 11.000 Jahre alte Gebäude, die als Kornspeicher für Wildgetreide angesehen werden. Ungefähr parallel wurden die ersten Großbauten errichtet, die oft als Tempel bezeichnet werden (u. a. Jerf el Ahmar).

## Vorgeschichte

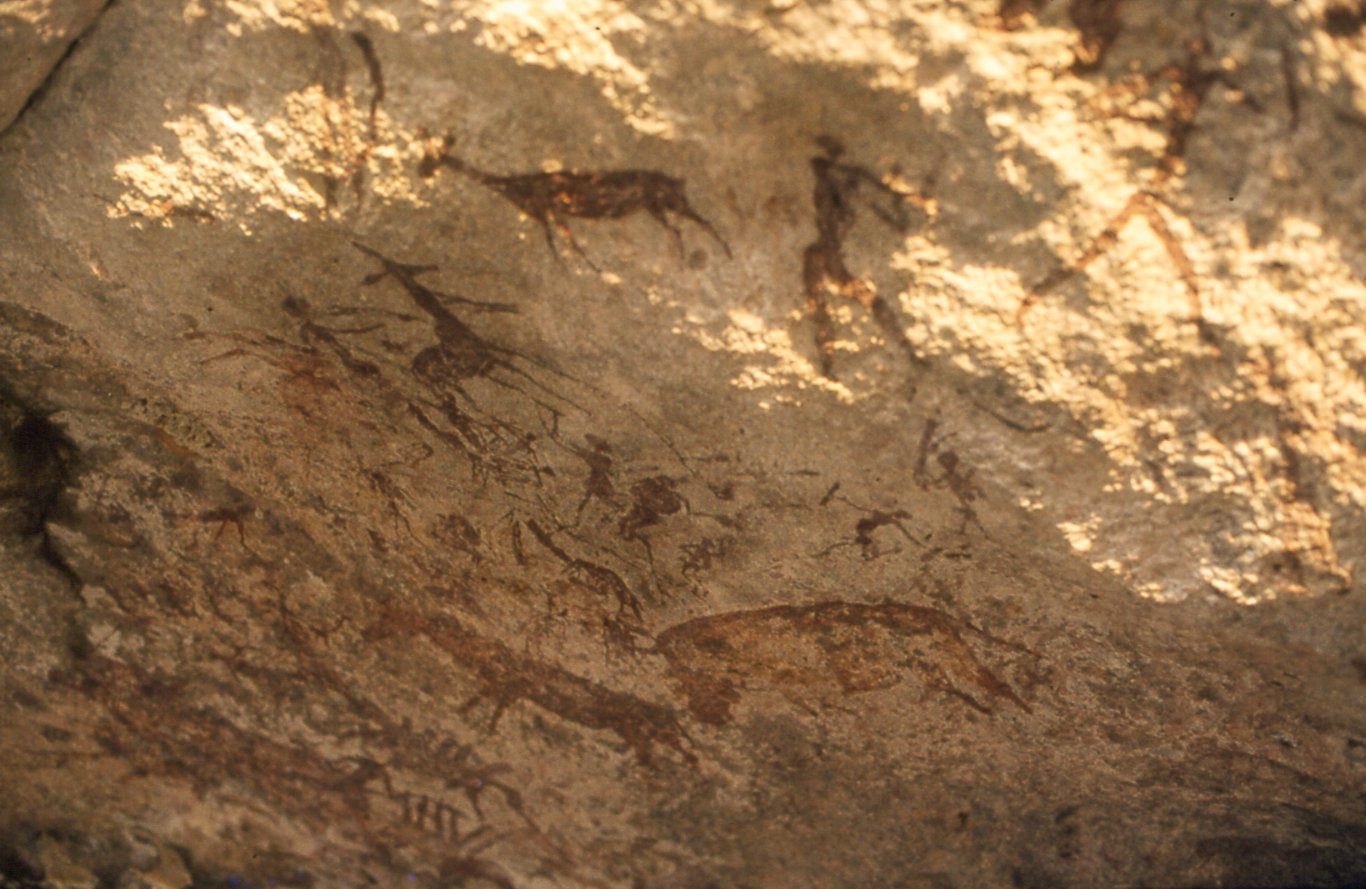
Südliches Afrika: Jagdszene der San, Alter 1000 bis 4000 Jahre. Die San lebten noch vor 100 Jahren in überschaubar kleinen Gruppen als egalitäre Jäger und Sammler

Die Evolution der Hominini vollzog sich in den Savannenlandschaften Ostafrikas, wo ca. 200.000 Jahre alte Knochenfunde als die frühesten Belege für die Existenz des anatomisch modernen Menschen (Homo sapiens) gelten. Die Wildbeuter-Gemeinschaften des frühen Homo sapiens deckten ihren Nahrungsbedarf aus dem reichhaltigen Angebot essbarer Pflanzen und jagdbaren Wildes, sie fingen Fische und sammelten Schnecken und Muscheln.
Das Spektrum der Nahrungsmittel variierte mit den Jahreszeiten, den lokalen ökologischen Gegebenheiten und den Veränderungen des Klimas. Seit Anbeginn der Menschwerdung zogen die sozialen Gruppen der Wildbeuter, den Wanderungen der Tierherden und dem Reifen der Früchte folgend, von einem Lagerplatz zum nächsten. Wie arbeitsteilig die Errichtung von Lagern und die Nahrungsbeschaffung in der Vorgeschichte erfolgte, ist unbekannt. Die Forschenden sind sich uneins, inwieweit die Steinverarbeitung, die Flechtkunst und beispielsweise der Bootsbau zu der Entwicklung von Spezialwissen führte, und ob es folglich schon vor der Jungsteinzeit Individuen gab, die sich auf besondere Fähigkeiten spezialisierten und ihre Erfahrungen nur innerhalb ihrer Familien weitergaben.
In allen Weltregionen, in denen sich eine Neolithisierung vollzog, ging diese Entwicklung von Wildbeutergemeinschaften aus. Die Sesshaftwerdung aufgrund üppiger Nahrungsquellen kann auch noch bei rezenten indigenen Völkern nachvollzogen werden, während der Grund für den Wechsel zu produktiven Landwirtschaftsformen von Region zu Region anders gelagert war.

## Folgen
Im Übergang vom Präkeramischen Neolithikum zur Keramischen Epoche (8000–5500 v. Chr.) – während der also die Kunst des Brennens von Ton entdeckt, verfeinert und weiträumig zur Anwendung gebracht wurde (obgleich vereinzelt zuvor in Gebrauch) – kam eine Reihe weiterer technisch-instrumenteller und wirtschaftlicher Neuerungen hinzu: Zu nennen sind hier neben der zunehmend diffizil werdenden Werkzeug- und Arbeitsmittelherstellung auch der Haus- und Brunnenbau, bis hin zur Errichtung von Grabenwerken, die teils der Bewässerung dienten, teils im Zusammenhang der Verteidigung von Siedlungen zur Anwendung kamen.
Mit einiger Sicherheit kann man für die Levante ab ca. 8800 v. Chr. (Präkeramische Neolithikum B) bereits von einer etablierten Agrarkultur und konstanter Sesshaftigkeit ausgehen. Für die anderen Zentren der Neolithisierung ist dies bislang nicht so genau einzugrenzen, da die weiten Räume Amerikas und Südostasiens archäologisch noch kaum erschlossen wurden. Immerhin scheint sich hinsichtlich Mittelamerikas eine Bestätigung der oben erwähnten Oasentheorie Childes abzuzeichnen: Das Gebiet ist ebenso eng, wie die Ressourcen begrenzt sind, wenn man bedenkt, dass hier von Süden wie Norden her zuwandernde Völkerströme aufeinander trafen. Sie gerieten in Konflikte, zu deren Vermeidung sie gruppenübergreifende Organisationen vereinbarten („Verträge“), wurden sesshaft, entwickelten die Landwirtschaft und begannen Stadtstaaten zu gründen, die von denen Mesopotamiens und Griechenlands wesenhaft nicht sehr verschieden gewesen sein sollten.

### Klima und Zeitrechnung
Überall, wo der einst nomadische Homo sapiens seine Umgebung wie sich selbst 'neolithisierte', wurde die Bedeutung des Klimas zunehmend wichtiger. Jäger und Sammler waren den Klimabedingungen optimal angepasst, indem sie wie die großen Herdentiere den jahreszeitlichen Zyklen folgten. Diese Aktivitätsform behielten auch die späteren Hirten-Nomaden noch bei. Die sesshaften Kulturen hingegen waren Klima- und Wetterveränderungen auf Gedeih und Verderb ausgeliefert. Daher wurde die genaue Beobachtung des Wetters und der Jahreszeiten für sie zur Notwendigkeit. Es wird angenommen, dass es parallel zum Übergang von der mesolithischen zur neolithischen Epoche zur Ablösung eines Lunar- durch die ersten Solarkalender kam (vgl. Stichbandkeramik sowie die Kreisgrabenanlage von Goseck). Die lunare Zeitrechnung wäre somit von wandernden Jäger und Sammlergruppen ersonnen und seit Äonen tradiert worden; den auf den scheinbaren Jahreslauf unseres Zentralgestirns fokussierten Solarkalender hingegen erfanden und nutzten die zur Sesshaftigkeit gewechselten Kulturen. Die bereits zuvor vereinzelt praktizierte Vorratshaltung wurde nun zwingend erforderlich: Zum einen, um den Überschuss der zu gegebener Zeit geernteten Kulturpflanzen auch für den Verzehr während der kalten Jahreszeit zu bewahren, und zum anderen, um Saatgut für die nächste Saison zu haben. Hierzu waren sowohl Methoden der Konservierung als auch der Verteidigung notwendig – das eine gegen den Befall durch Schimmel und Schädlinge, letzteres gegen Überfälle konkurrierender Gruppen.

### Getreide
In der neolithischen Savanne Mesopotamiens gediehen vorwiegend die Wildformen des heutigen Emmers (Triticum dicoccum) und Einkorns (Triticum monococcum). Diese Getreidearten können als Wintergetreide im Herbst oder als Sommergetreide im Frühling ausgesät werden. Die Ernte erfolgte entsprechend lang oder kurz zeitlich versetzt im Sommer. Je nach Art der Kornhülle sind Spelz- (Emmer, Einkorn, Spelzgerste, Dinkel) und Nacktgetreide (Nacktweizen) zu unterscheiden. Beim Spelzgetreide sind die das Korn umschließenden Spelzen mehr oder weniger fest mit diesem verwachsen. Beim Nacktgetreide dagegen liegen sie lose an und fallen beim Dreschen ab. Der Vorteil des Spelzgetreides liegt darin, dass es eine primitive Lagerung besser verträgt; der Nachteil ist, dass die Körner vor dem Mahlen entspelzt werden müssen – hierzu müssen sie aber völlig trocken sein. Dieses Wissen wurden erstmals in Mesopotamien gewonnen.

### Lebensqualität und Bevölkerungsentwicklung
Gewöhnlich wird der Wandel der Wirtschafts- und Lebensweise zu Beginn der neolithischen Ära als großer Fortschritt betrachtet, da die Menschen durch die landwirtschaftliche Produktion allmählich unabhängig von den Schwankungen im natürlichen Angebot der gesammelten und erjagten Nahrung wurden. Trotz der neuen Technologien war die Versorgungslage der frühen Bauern aber unsicherer als die der Jäger und Sammler, denn der Pflanzenanbau bedeutete auch die Konzentration auf wenige Nahrungsmittel und eine starke Abhängigkeit von der Ernte, die wiederum vom Wetter beeinflusst wurde. Die Sesshaftigkeit der Ackerbauern verhinderte rasche Ortswechsel und begünstigte Hungersnöte. Die radikale Veränderung der Ernährungsweise führte nach heutigem Kenntnisstand zu einer erheblichen Verschlechterung der allgemeinen Gesundheit: Mangel- und Unterernährung und die so genannten „Zivilisationskrankheiten“ traten erstmals gehäuft auf und führten zu einer deutlich kürzeren Lebenserwartung. Diese Entwicklung wird auch als „Neolithischer Niedergang“ bezeichnet. Skelettfunde aus dem Neolithikum belegen, dass die Körpergröße der Menschen in dieser Phase deutlich abnahm, was Rückschlüsse auf ihren Ernährungsstatus zulässt. Die Lebenserwartung sank signifikant im Vergleich zum Paläolithikum. Nachweislich erkrankten wesentlich mehr Menschen als vorher, vor allem an Infektionen. Die meisten dürften durch häufigen und engen Kontakt mit Vieh nach Einführung der Viehzucht entstanden sein (Zoonosen); innerhalb größerer Populationen vermehren sich die Erreger und sterben nicht aus wie in kleinen Gruppen. Masern sollen ihren Ursprung in der Rinderpest haben. Trotz dieser Probleme kam es im frühen Neolithikum zu einem enormen Bevölkerungszuwachs, der auf die sesshafte Lebensweise zurückgeführt wird. Dies löste einen Strom von Auswanderern in östlicher und in westlicher Richtung, der schließlich ab ca. 4000 v. Chr. ganz im Norden Europas Skandinavien und die britischen Inseln erreichte.

### Sozialstrukturen
Die sozialen Auswirkungen der neolithischen Revolution werden überwiegend mit dem Entstehen segmentärer Gesellschaften in Verbindung gebracht. Hervorgehoben wird eine Änderung der Verwandtschaftsstrukturen, des Eigentumsbegriffs und der Konfliktlösungsmechanismen. Zu beachten ist, dass es sich um vorstaatliches Recht handelt.
Segmentäre Gesellschaften beruhen zumeist auf dem Prinzip der agnatischen Verwandtschaft, im Gegensatz zur kognatischen, wie sie in Jäger- und Sammlergesellschaften und späteren modernen Gesellschaftsformen zu beobachten ist. Zurückgeführt wird dies auf das durch Ackerbau hervorgerufene Erfordernis einer generationenübergreifenden Produktionsorganisation.
Eine andere Folge der neolithischen Revolution war die Tendenz zu zentralisierten Entscheidungsstrukturen, spezialisierten Gewerken und chaînes opératoires (mentale Vorgänge und technische Handbewegungen zur Erfüllung eines Bedürfnisses) und damit einhergehend die Entstehung sozialer Schichten.
Auch das Verständnis von Eigentum wandelt sich. Eigentum – jedenfalls in Bezug auf Produktionsmittel – versteht sich in segmentären Gesellschaften vorwiegend als Verwandtschaftseigentum. Daneben besteht – bereits in Jäger- und Sammlergesellschaften bekanntes – Individualeigentum an Produkten und Gegenständen des privaten Bedarfs.
Ebenfalls veränderte sich die so genannte Reziprozität: das Verhältnis von Geben und Nehmen. Während in Jäger- und Sammlergemeinschaften praktisch jeder Angehörige freien Zugang zu allen Ressourcen hatte und alle Erträge weitgehend „gerecht“ auf die gesamte Gruppe aufgeteilt wurden (siehe Egalitäre Gesellschaft), nahm die Gleichheit der Menschen in der neolithischen Gesellschaft ab und wurde durch Handelsbeziehungen ersetzt (siehe Tausch (Soziologie)).
Konfliktlösungsmechanismen in segmentären Gesellschaften sind unterschiedlich. Überliefert und beobachtet sind friedliche, unfriedliche, auf Ritual oder Ordal beruhende Mechanismen. Hierbei wird überwiegend angenommen, dass in segmentären Gesellschaften friedliche Formen überwiegen. Konflikte haben dabei ganz überwiegend deliktischen Charakter und werden durch Bußen beigelegt. Hexerei und Zauberei kommt oftmals ein konfliktvorbeugender Charakter zu, indem die Äußerung negativer Gefühle unterdrückt wird.
Nach David Graeber und David Wengrow – in ihrem Buch Anfänge. Eine neue Geschichte der Menschheit aus dem Jahr 2021 – ist es jedoch ein überholtes Narrativ, den Beginn aller vorgenannten sozialen Neuerungen im Sinne eines unwiederbringlichen Wandels zu einer „höheren Kulturstufe“ nur auf die Entstehung der Landwirtschaft zu beziehen. Es gäbe etliche Befunde aus älterer Zeit, die ähnliche Schritte bereits unter Jägern und Sammlern belegen, und ebenso seien gegenteilige Entwicklungen unter frühen Bauern kein „Rückschritt“, sondern das Resultat bewusster Entscheidungen der damaligen Ethnien gewesen.

## Theorien und Kritik

Die Karte zeigt die ungefähren Entstehungsgebiete der Landwirtschaft nach Diamond und Bellwood: Fruchtbarer Halbmond (9500 v. Chr.), China (7000 v. Chr.), Neuguinea (7000–6000 v. Chr.), Mexiko (3000–2000 v. Chr.), Südamerika (3000–2000 v. Chr.), Afrika südlich der Sahara (3000–2000 v. Chr., das genaue Gebiet ist unbekannt), Nordamerika (2000–1000 v. Chr.).

Es gibt verschiedene Theorien darüber, welche Faktoren zur so genannten neolithischen Revolution und zur Veränderung der Lebensweise im Neolithikum geführt haben. Ende des 19. Jahrhunderts gingen Wissenschaftler davon aus, dass der Ackerbau entscheidende Vorteile für das Überleben gebracht habe (Mangelhypothese). Mitte des 20. Jahrhunderts wurden verschiedene Spielarten der Überflusshypothese populär: Demnach sei der Getreideanbau bei bereits relativ sesshaften und reich mit Nahrungsmitteln versorgten spezialisierten Jägern und Sammlern als „Spiel mit den Möglichkeiten“ der Vorratshaltung entstanden. Diese Experimente hätten dann einen unumkehrbaren kulturellen Wandel zur bäuerlichen Lebensweise ausgelöst.
Wie die meisten Fachleute heute annehmen, war der Prozess in Wirklichkeit komplizierter.
Ohne den Einsatz spezieller Kenntnisse, langfristiger Planung und technologischer Hilfsmittel ist extraktives dem produzierenden Wirtschaften überlegen, da bei letzterem für den gleichen Kalorienertrag ein wesentlich größerer Arbeitsaufwand erforderlich ist; die Abhängigkeit von Klima und Wetter nicht kompensiert werden kann; die Ortsbindung die Ausnutzung der natürlichen Dynamik verhindert und Ernte und Vorratshaltung vielen Risiken unterliegen. Der US-amerikanische Anthropologe Marshall Sahlins bezeichnete die historischen Wildbeuterkulturen deshalb als „ursprüngliche Wohlstandsgesellschaft“. Diese Tatsache wirft die Frage auf, warum Menschen dennoch die anstrengendere Lebensweise gewählt haben.
- Oasen-Theorie: In den 1930er Jahren formulierte Childe die „Oasen-Hypothese“. Danach hätte eine Periode extremer Trockenheit die Menschen in Vorderasien am Ende der letzten Eiszeit gezwungen, sich auf wenige verbliebene Oasen und Flusstäler zu konzentrieren, so dass ein Umherziehen über größere Flächen nicht sinnvoll gewesen sei. Die Folge seien Ackerbau und Domestizierung von Tieren gewesen. Diese These gilt mittlerweile als widerlegt. In den 1940er Jahren formulierte zuerst Robert John Braidwood die Hypothese, dass die Sesshaftigkeit eine Anpassung an veränderte Umweltbedingungen gewesen sei, wobei die Ursachen in verschiedenen Regionen differierten. Der Übergang sei allmählich erfolgt. Nach Barbara Bender wurden die Veränderungen im Wesentlichen durch soziale Prozesse und die Ausbildung komplexer Gesellschaftsstrukturen bereits vor dem Neolithikum ausgelöst.[46]

- Klimawandel: Aufgrund archäologischer und archäozoologischer Funde im Vorderen Orient wird heute mehrheitlich angenommen, dass einige Kulturen der Levante im milden Alleröd-Interstadial weitgehend sesshaft wurden, da große Bestände an Gazellenherden und wilden Getreidestandorten ganzjährig und dauerhaft ausreichend Nahrung boten. Die neue Lebensweise etablierte sich kulturell, führte jedoch im Umfeld der Siedlungen nach einigen Generationen zur Überjagung der Wildbestände. Dies veranlasste die Menschen, vermehrt Wildgetreide zu nutzen – und erstmals durch Wiederaussaat künstlich zu vermehren. Mit Beginn der jüngeren Dryas-Kaltzeit um 10.700 v. Chr. verschlechterten sich die Nahrungsgrundlagen jedoch zusätzlich dramatisch, sodass immer häufiger saisonale Engpässe auftraten. Da eine Rückkehr zur nomadisierenden Lebensweise nach vielen Jahrhunderten weitgehender Sesshaftigkeit für einige Gruppen weder möglich noch gewollt war, waren die Menschen gezwungen, ihre Nahrung nunmehr vorwiegend selbst zu produzieren.[28][27]

Da es eine ungekannte Sicherheit der Ernährung bot, wurde Getreide angeblich schon sehr bald außerhalb seines natürlichen Verbreitungsgebiets angebaut. 1500 bis 2000 Jahre lang konnte die Bevölkerung in der Levante den Forschern zufolge ihren Fleischbedarf noch durch die Gazellenjagd decken. Zeugnisse dafür sind die Tierknochenanalysen in den Siedlungen sowie die „Wüstendrachen“ genannten Fanganlagen, in denen Herden zusammengetrieben und geschlachtet wurden. Erst vor ca. 10.000 Jahren brachen die Gazellenbestände zusammen, und es erfolgte als Ausgleich die Domestizierung von Schaf, Ziege, Rind und Schwein. Dieses Zeitgerüst stimmt insofern nicht, als dass das menschenleere Zypern spätestens 8300 v. Chr. mit domestizierten Großsäugern besiedelt wurde.
- Migration: Was sich in gewissen Regionen Schritt für Schritt entwickelt hatte, wurde in anderen nach Ansicht einiger Wissenschaftler durch Einwanderung wesentlich schneller eingeführt. Ein Beispiel sei die Neolithisierung in Mitteleuropa um 5500 v. Chr. Im südlichen Afrika wurde nach Ansicht vieler Forscher die Stufe der neolithischen Ackerbaukultur ganz übersprungen. Hier trafen eisenzeitliche Ackerbauern auf eine Kultur von Sammlern und Jägern.[48][49]

- Anpassung: Der Ackerbau entwickelte sich im Neolithikum in vielen klimatisch günstigeren Regionen mit reichhaltigen Ressourcen als alternative Lebensweise, während die Menschen in extrem kalten, heißen oder trockenen Gebieten zur Viehhaltung übergingen und nur dort, wo auch dies nicht möglich war, weiterhin als Jäger und Sammler lebten. Dass der Ackerbau und die Sesshaftigkeit eine Anpassung an die Umweltbedingungen darstellten, wird unter anderem durch wissenschaftliche Befunde zur so genannten Vrå-Kultur im Osten Schwedens gestützt, die dort um 4000 v. Chr. als Bauerngesellschaft entstand. Als sich 1000 Jahre später das Klima veränderte (subboreale Periode) und es wieder mehr Fische und Robben in der Ostsee gab, gaben sie die Landwirtschaft auf und kehrten zur Lebensweise als Jäger und Fischer zurück.[50] Dies gilt als Beleg dafür, dass menschliche Populationen (anders als tierische) einem Klimawandel nicht auswichen, sondern – vor Ort bleibend – zu neuen Lebensweisen gelangten.

- Revolution: Childes Interpretationen werden von verschiedenen Archäologen kritisiert, da zum Beispiel der Begriff „Revolution“ eine kurze Umbruchphase suggeriere. Tatsächlich aber handle es sich um langfristige Entwicklungen und Übergangsphasen in der Menschheitsgeschichte, die zu verschiedenen Zeiten an verschiedenen Orten stattfanden.[51]

- Privateigentum: Die erstmalige Entstehung von Privat- und Grundeigentum in der Jungsteinzeit wird von einigen Wissenschaftlern als wahrscheinlich angenommen.[52] Carel van Schaik und Kai Michel schreiben:

„Die Landwirtschaft erforderte, dass bestimmte Dinge nicht mehr allen gehörten. Wie sollte man etwas ernten, wenn sich vorher jeder bediente? […] Das neue Eigentumskonzept zu etablieren […] bedurfte eines enormen intellektuellen Aufwandes, der Idee, dass es nun Dinge geben sollte, die Einzelnen gehörten, in einer Gemeinschaft Geltung zu verschaffen. […] Mit dem Sesshaftwerden wurde eines der fundamentalen Gesetze menschlichen Zusammenlebens ausgehebelt, eines, das eine halbe Ewigkeit lang ein alltägliches Gebot gewesen war: Nahrung muss geteilt werden! […] Hier wird eine alltägliche, lebensnotwendige Handlung – das Sammeln von Früchten – nicht nur untersagt; sie wird kriminalisiert. […]“

Diese Eigentumstheorie lässt sich allerdings nicht beweisen. David Graeber und David Wengrow analysieren die Menschheitsgeschichte an der Schwelle zur Agrarwirtschaft und stellen fest: „Im Rückblick auf die Urgeschichte lässt sich […] unmöglich genau bestimmen, welche Eigentumsformen an Orten wie Göbekli Tepe in der Türkei, Poverty Point in Louisiana, Sannai-Maruyama in Japan oder Stonehenge in Großbritannien üblich waren […] Wenn das Privateigentum einen »Ursprung« hat, ist er so alt wie der Gedanke des Heiligen, also vermutlich so alt wie die Menschheit selbst. […] Im Fruchtbaren Halbmond, der lange als Wiege der »Landwirtschaftlichen Revolution« galt, gab es keinen »Wechsel« vom altsteinzeitlichen Jäger und Sammler zum jungsteinzeitlichen Bauern. Der Übergang von einer Nahrungsbedarfsdeckung aus vorwiegend natürlichen Ressourcen zu einer Lebensweise, die darauf fußte, Nahrungsmittel zu produzieren, brauchte um die 3000 Jahre. […] Einen Garten-Eden-artigen Zustand gab es nie, von dem aus die ersten Bauern in die Ungleichheit geraten mussten; und es ist sogar noch sinnloser, die Landwirtschaft als Ursprung für gesellschaftliche Hierarchien, Ungleichheit oder Privateigentum zu betrachten.“ Es bleibt offen, wann und in welchem Zusammenhang das Privateigentum tatsächlich die hohe Wertschätzung erlangte, die es heute innehat.

## Aktuelle Forschung
Erkenntnisse der Populationsgenetik erlauben in jüngerer Zeit konkretere Aussagen zur Verbreitung von Ackerbau und Viehzucht durch Wanderungsbewegungen, denn auch bei Skeletten lässt sich die DNA bestimmen. Im Jahr 2000 analysierte ein Forscherteam aus diesem Grund die DNA von 1000 Männern aus Europa und dem Nahen Osten. Die entscheidenden gemeinsamen oder unterscheidenden Merkmale, die Rückschlüsse auf gemeinsame Vorfahren und deren Datierung erlauben, werden genetische Marker genannt. Das Ergebnis: Etwa 20 % der europäischen Y-Chromosomen stammen von neolithischen Einwanderern aus dem Nahen Osten. Der Populationsgenetiker Spencer Wells hält es für wahrscheinlich, dass diese den Ackerbau nach Europa und in die Mittelmeerregion brachten, es sich also nicht um eine unabhängige Entwicklung handelte. „In einem denkbaren Szenario hätte sich die Landwirtschaft demnach zunächst rund um das Mittelmeer ausgebreitet, weil die Pflanzen der neolithischen Einwanderer aus dem Nahen Osten das dortige Klima bevorzugten (…) Erst später übernahmen die paläolithischen Europäer im Landesinneren die Landwirtschaft und verbreiteten überall die Kultur (…) des Neolithikums.“

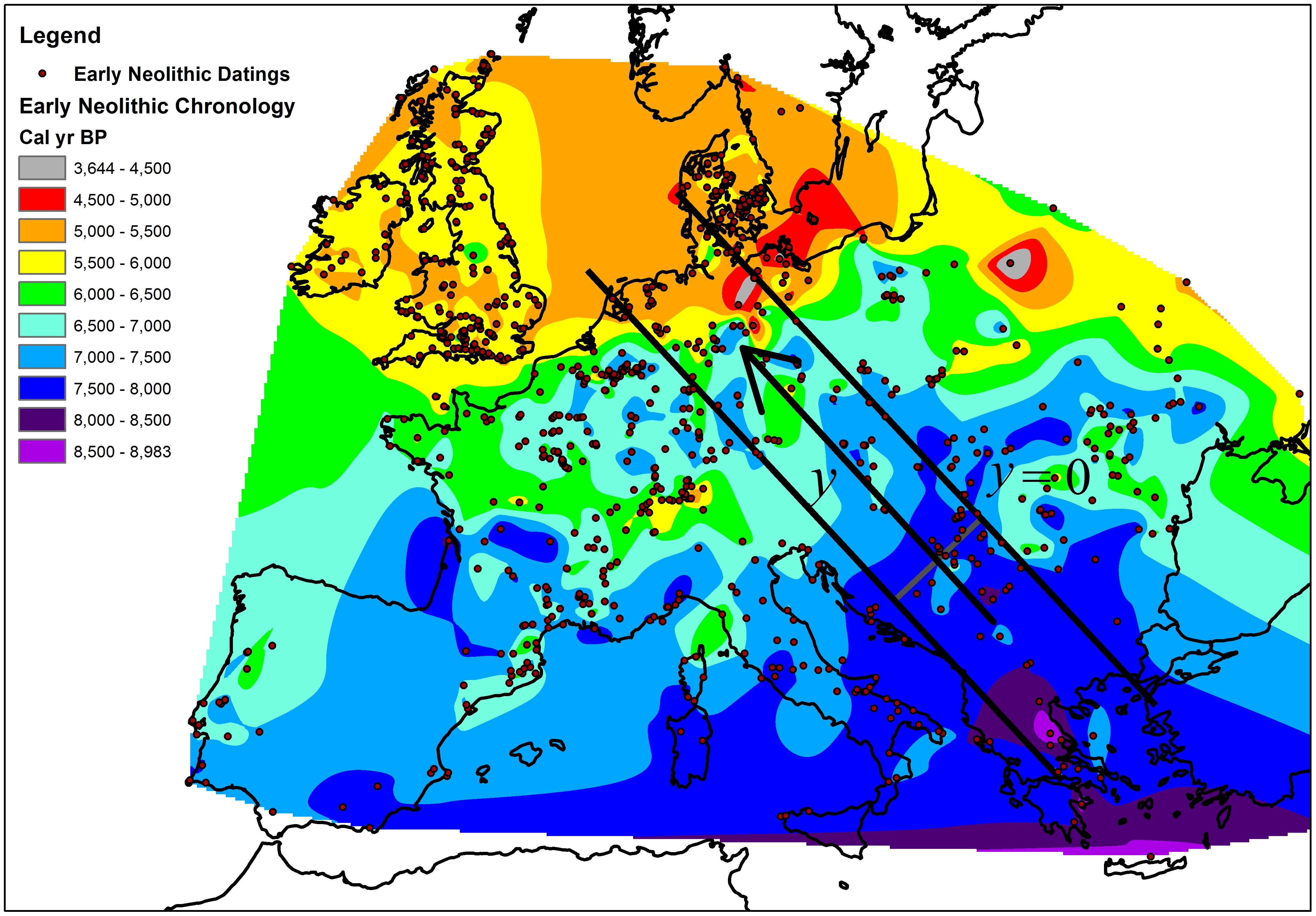
Eine Illustration der Chronologie der Ankunftszeiten des neolithischen Wandels in Europa.

Die Genome in Europa – der genetische Anteil mesolithischer Jäger und Sammler und neolithischen Bauern – änderten sich im Laufe der Neolithischen Revolution und einige wissenschaftliche Kartierungsmodelle zeigen die regionalen Variationen der Abstammungen und die Komplexität der biologischen und kulturellen Interaktionsdynamik während dieser Periode auf.
Unabhängig vom Nahen Osten scheint sich die Landwirtschaft in Ostasien entwickelt und ausgebreitet zu haben. In Nordchina wurde Ausgrabungen zufolge wesentlich später als in der Levante, etwa 7000 Jahre v. Chr. erstmals in größerem Umfang Hirse angebaut, in Zentralchina außerdem Reis. 2000 Jahre später gab es auch Reisanbau in Südchina, um 3500 v. Chr. dann auf Taiwan, um 2000 v. Chr. auf Borneo und Sumatra, 500 Jahre später auf anderen Inseln Indonesiens. Die genetischen Forschungsergebnisse zeigten, dass die neue Kultur durch Wanderungsbewegungen von China ausgehend weiterverbreitet wurde.
Forscher des Deutschen Archäologischen Instituts in Berlin gehen auf Grund von Grabungsfunden in Mesopotamien davon aus, dass mythisch-theistische Vorstellungen der wesentliche Grund für das Aufkommen der Sesshaftigkeit im Neolithikum waren. Die rund 30 Megalithmonumente von Göbekli Tepe – errichtet binnen mehrerer Jahrhunderte ab ca. dem 10. Jahrtausend v. Chr. – waren aktuellen Erkenntnissen zufolge Tempelanlagen von verbündeten Jäger- und Sammlergruppen, die vermutlich einem Ahnenkult gedient haben. Hinweise auf landwirtschaftliche Tätigkeiten liegen von hier nicht vor. Klaus Schmidt geht davon aus, dass sowohl die Urbarmachung dieses Gebietes als auch die Errichtung jener Megalithbauten zivilisatorische Großprojekte darstellen, die die Arbeitskraft einzelner Jäger und Sammlergruppen weit übersteigen und daher nur von gruppenübergreifenden Organisationen zu leisten gewesen seien. Die kognitiv archäologischen Betrachtungen Colin Renfrews argumentieren ähnlich, indem er die Bildung erster politischer Bündnisse in Zusammenhang mit erforderlichen Arbeitsleistungen, als Konfliktlösungsstrategie und Ahnenkult sieht. Der britische Forscher Ian Hodder vermutet soziale und religiöse Faktoren als Hauptursache der neolithischen Revolution auf Grund von Befunden zu der Fundstätte Çatalhöyük in Anatolien.